# Miguel Baptista
Miguel Baptista, né le 26 octobre 1995 à Salvaterra de Magos, est un handballeur international portugais

## Biographie

### En club
Lors de la saison 2016-2017 avec le A.A. Avanca (en), il marque 162 buts en D1 portugaise, avec un taux de réussite de 57%. Son équipe termine en milieu de tableau, avant de remporter la poule basse du championnat.
En 2017, il s'engage une saison avec le Chartres MHB 28. « C'est un joueur qui a une marge de progression importante, détaille Jérémy Roussel, l'entraîneur chartrain. Il a des aptitudes et une morphologie très intéressantes. Défensivement, il est opérationnel. Après, il devra prouver dans un championnat plus relevé. J'espère qu'il ne mettra pas trop de temps à s'adapter ».

### En équipe nationale
En 2013, il participe au championnat d'Europe U19.
En octobre 2017, Baptista effectue sa première sélection en équipe nationale avec 2 matchs de préparation aux qualifications pour l'Euro 2018.